# Abda (Hungria)
Abda é um município da Hungria, situado no condado de Győr-Moson-Sopron. Tem 19,02 km² de área e sua população em 2015 foi estimada em 3.117 habitantes.